# 대학촌의 달빛
"대학촌의 달빛"은 1990년에 개봉한 대한민국의 영화이다.

## 캐스팅
- 김세준 : 김덕만 역
- 김형자 : 최숙경 역
- 김진화 : 신청원 역
- 김미진 : 유지선 역
- 전무송 : 허병수 역
- 노태호 : 김춘수 역
- 임용규 : 편찬호 역
- 임양호 : 송병호 역
- 이은석 : 조교 역
- 이영진 : 마두식 역
- 박미자 : 미혜 역
- 유명순 : 수원댁 역
- 박종설 : 문선공 역
- 김경란 : 주모 역
- 최윤주 : 애숙 역
- 민병인 : 교수 역
- 임구성 : 교직원 역
- 최준 : 복덕방영감 역
- 박완규 : 후배 역
- 서철원 : 후배 역
- 김경민 : 건달들 역
- 각설 : 건달들 역
- 방희 : 윤혜정 역 (특별출연)